# Cacopsylla subspiculata
Cacopsylla subspiculata är en insektsart som först beskrevs av Hodkinson 1976.  Cacopsylla subspiculata ingår i släktet Cacopsylla och familjen rundbladloppor. Inga underarter finns listade i Catalogue of Life.